# 4Q120

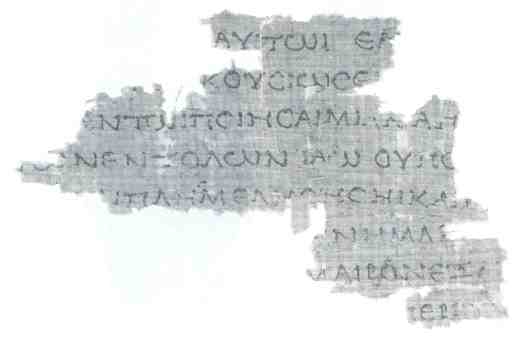
4Q120, фрагмент 20, I в. До н.э.

4Q120 (pap4QLXXLevb) — это рукопись Септуагинты (LXX) библейской Книги Левит. Палеографически относится к первому столетию до нашей эры. В настоящее время рукопись находится в музее Рокфеллера в Иерусалиме.
Свиток дошёл до наших дней в очень фрагментированном состоянии и состоит из 97 фрагментов. Только 31 из этих фрагментов могут быть приемлемо восстановлены и дешифрованы, что позволяет читать Левит с 1:11 по 5:25; остальные фрагменты слишком малы, чтобы обеспечить надёжную идентификацию. В дополнение к менее значительным отличиям текста, рукопись содержит божественное имя в греческих символах, ΙΑΩ в Левите 3:12 (фрагмент 6) и 4:27 (фрагмент 20) вместо более поздней практики замены его на κύριος (господин).

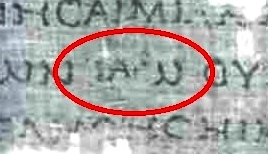
Деталь: Божественное имя